# Linj
Linj (znanstveno ime Tinca tinca) je sladkovodna riba iz družine pravih krapovcev (Ciprinidae).

## Opis
Linj je riba s podolgovatim, bočno stisnjenim, močno sluzastim telesom, pokritim z drobnimi luskami. Ima izrazito visoko repno deblo, veliko glavo s končnimi usti, katerih ustnice so izrazito rumene barve ob kotih pa imajo na vsaki strani po en brk, v njih pa so dvoredni goltni zobje. Hrbet je rahlo izbočen in je rjavozelene barve, boki so zlatozeleni, trebuh pa bel ali umazano rumen. Plavuti so rjavo zelene barve in imajo zaokrožene robove, repna pa je zaobljena z ravnim zadnjim robom. Plavuti samcev se razlikujejo od plavuti samic. Linj doseže v izrednih primerih dolžino do 65 cm, v povprečju pa le od 20 do 40. Spolno dozorijo v tretjem ali četrtem letu starosti, drstijo pa se od maja do julija, samica pa odloži od 300.000 do 800.000 drobnih iker na vodno rastlinje.
Linj se hrani z vodnimi nevretenčarji in vodnim rastlinjem ter z organskim drobirjem, ki ga pobirajo z muljastega dna.

## Razširjenost
Razširjen je po celi Evropi in Aziji, razen na skrajnem severu in jugu. Živi samotarsko življenje v vseh večjih vodotokih, pa tudi v jezerih in drugih stoječih vodah (mrtvice, ribniki ...). Leta 1915 so ga začeli vlagati tudi v vode ZDA. Preživi lahko tudi v vodah z izredno nizko vsebnostjo kisika in je tudi sicer izjemno prilagodljiva riba. Mraz in vročino prenaša brez večjih težav. V Sloveniji ga je najti v vseh rekah donavskega porečja, predvsem v pasu ploščiča in izlivnem pasu ter v vseh jezerih.